# NGC 676
NGC 676 is een spiraalvormig sterrenstelsel in het sterrenbeeld Vissen. Het hemelobject werd op 30 september 1786 ontdekt door de Duits-Britse astronoom William Herschel.

## Synoniemen
- PGC 6656
- UGC 1270
- MCG 1-5-34
- ZWG 412.28
- ARAK 57